# Thomas Attwood
Thomas Attwood (ochrzczony 23 listopada 1765 w Londynie, zm. 28 marca 1838 tamże) – angielski kompozytor i organista.

## Życiorys
Początkowo kształcił się w Londynie u Jamesa Naresa i Edmunda Ayrtona. W wieku 9 lat został chórzystą w Chapel Royal. W 1781 roku został jednym z paziów księcia Walii, który zatroszczył się o jego dalszą edukację muzyczną. W latach 1785–1787 studiował w Neapolu u Felipe Cinque i Gaetano Latilli, następnie był uczniem Wolfganga Amadeusa Mozarta w Wiedniu. Po powrocie do Anglii w 1787 roku podjął służbę na dworze księcia Walii, w 1796 roku otrzymał posadę organisty katedry św. Pawła w Londynie i kompozytora Chapel Royal. Był jednym z pierwszych członków założonego w 1813 roku Royal Philharmonic Society, pełnił funkcję jego skarbnika i dyrygenta. W 1821 roku został organistą prywatnej kapeli króla Jerzego IV w Brighton. W 1823 roku został wykładowcą nowo utworzonej Royal Academy of Music. Od 1836 roku pełnił funkcję organisty w Chapel Royal.
Przyjaźnił się z Felixem Mendelssohnem. Do jego uczniów należeli Thomas Attwood Walmisley, George Bridgetower i Cipriani Potter. Jako kompozytor pozostawał pod wpływem stylu W.A. Mozarta. Był autorem muzyki do przeszło 30 sztuk scenicznych, później poświęcił się pisaniu muzyki kościelnej. Napisał anthemy I was glad na uroczystość koronacji Jerzego IV (1821) i O Lord, grant the king a long life na koronację Wilhelma IV (1831).